# Štefan Paulov
Štefan Paulov (* 29. března 1951) je slovenský lékař a politik za Slovenskou národní stranu, po sametové revoluci československý poslanec Sněmovny národů Federálního shromáždění.

## Biografie
Ve volbách roku 1992 byl za SNS zvolen do slovenské části Sněmovny národů. Ve Federálním shromáždění setrval do zániku Československa v prosinci 1992. Uvádí se bytem Nitra. V roce 1995 se zmiňuje jako předseda okresní organizace SNS v Nitře. V roce 2001 je zmiňován jako předseda politologického odboru Matice slovenské. V slovenských parlamentních volbách roku 2002 kandidoval do Národní rady SR za SNS na 83. místě kandidátní listiny. Nebyl zvolen. Profesně je zmiňován jako lékař. V roce 2011 se kardiolog Štefan Paulov zmiňuje jako pracovník polikliniky v Nitře.
Dlouhodobě se angažoval i v místní politice. Po komunálních volbách roku 1990 zasedl dodatečně roku 1991 jako náhradník do zastupitelstva města Nitra. Opětovně kandidoval v komunálních volbách roku 1994 a mandát zastupitele získal znovu jako náhradník roku 1996. Zvolen byl i v komunálních volbách roku 1998.